# Jacopo Salviati
Jacopo Salviati (né le 15 septembre 1461 à Florence et mort le 6 septembre 1533) est un marchand et homme politique florentin de la Renaissance, gendre de Laurent Le Magnifique.

## Biographie
Jacopo Salviati est le fils de Giovanni Salviati et Maddalena Gondi Buondelmonti (1437-1503). Il est également le gendre de Laurent de Médicis par son  mariage avec Lucrèce de Médicis (1470-1553), le 10 septembre 1486.
Dans sa jeunesse, il commence par se consacrer aux affaires économiques de la famille, ce qui lui vaut de s'enrichir considérablement, avant de se tourner vers la vie politique citadine. Sa prestigieuse union avec la fille du souverain de Florence lui permet d'accéder à des charges importantes : Prieur des Arts en 1499 et 1518, il devient ensuite Gonfalonier de Justice en 1514 et entre dans la balìa de 200 citoyens florentins chargés de réformer le gouvernement républicain en 1531. Il est également ambassadeur à Rome en 1513. 
Après avoir tenté en vain d'éviter le siège de Florence, il est l'un des conseillers du pape Clément VII lors de sa rencontre pacificatrice avec Charles Quint en décembre 1532 à Bologne.
C'est lui qui élèvera Jean des Bandes Noires, resté orphelin pendant l'enfance (après la mort de son père, Giovanni il Popolano), en accord avec sa mère, Catherine Sforza. Il mariera Jean à sa propre fille, Marie.
De son union avec la fille de Laurent naquirent onze enfants :    
- Cardinal Giovanni Salviati (Florence, 1490 - Ravenne, 1553) ;
- Lorenzo Salviati (Florence, 1492 - Ferrare, 1539), sénateur et mécène ;
- Piero Salviati ;
- Elena Salviati (Florence, 1495 - Gênes, 1552), mariée à Pallavicino Pallavicino, puis à Jacopo V Appiano d'Aragona ;
- Caterina Salviati, mariée en 1511 là l'historien florentin Filippo de' Nerli ;
- Battista Salviati (1498–1524) ;
- Maria Salviati (1499–1543), mariée avec Jean des Bandes Noires ;
- Luisa Salviati, mariée à Sigismondo de Luna e Peralta ;
- Francesca Salviati, mariée à Piero Gualterotti, puis à Octavien de Médicis, d'où le pape Léon XI ;
- Cardinal Bernardo Salviati (1505/1508 - Rome, 1568) ;
- Alamanno Salviati (1510–1571).

Il meurt le 6 septembre 1533. 